# Chiropratique spécifique des cervicales supérieures
La chiropractie spécifique des cervicales supérieures, en anglais : Upper Cervical Specific Chiropractic est une méthode de chiropratique focalisée sur le traitement des vertèbres cervicales.

## Description
Une étude pilote a proposé que procéder au réalignement de l'os atlas résultait en une réduction notable de la pression sanguine, après l'utilisation de cette méthode.
Une revue d'études de cas chiropratique définit la technique comme prometteuse dans le traitement des douleurs de nuque.

## Liste de méthodes de chiropractie spécifique des cervicales supérieures

### National Upper Cervical Chiropractic Association (NUCCA)
Le protocole NUCCA procède par étapes : déterminer si une luxation de l'os atlas est présente, prise de radiographies des vertèbres cervicales, ajustement de la luxation et nouvelle radiographie de vérification.
Les praticiens de la méthode NUCCA soutiennent qu'une luxation (désalignement) de la zone cervicale produit une sur-excitation d'une aire du cerveau qui contrôle la posture. Cet élément stressant du système nerveux produirait des déséquilibres posturaux ainsi que le phénomène de la différence de longueur de jambe.
La posture est analysée en utilisant différents outils dont l'anatomètre. Le contrôle de la longueur des jambes est effectué en position de supination, contrairement à d'autres techniques chiropratiques.

### Autres méthodes
- Palmer Upper Cervical Specific Toggle Recoil (HIO/Hole In One)
- Advanced Orthogonal Techniques & Procedures (AOTP)
- Atlas Orthogonal Chiropractic Technique (AO)
- Blair Upper Cervical
- Chiropractic Orthospinology
- KCUCS Knee Chest Upper Cervical Specific
- Kale Specific Knee Chest Brainstem
- Laney Technique
- Applied Upper Cervical Biomechanics
- Upper Cervical Orthogonal - Cowin
- Zimmerman (SAM)
- Sutter Specific Atlas Correction
- Life College Upper Cervical Technique